# Edward Speleers
Edward John „Ed” Speleers ( Chichester, Anglia, 1988. április 7. –)  angol színész.
Főként a 2006-os Eragon címszereplőjeként ismert. 
Fontosabb televíziós alakításai voltak a Downton Abbey (2012–2014), az Outlander – Az idegen (2018–2020), valamint a Te (2023) és a Star Trek: Picard  (2023) epizódjaiban.

## Élete és pályafutása
Chichesterben született, szülei egyetlen gyermekeként. A szülők hároméves korában elváltak, anyja Spanyolországban tartózkodik, apja pénzügyi tanácsadó Londonban. Az Eastbourne College tanulója volt, 2006 júniusában fejezte be tanulmányait. Még abban az évben megkapta az Eragon főszerepét. 
Egy ideig szó volt róla, hogy a Narnia krónikái részeit feldolgozó filmsorozatban alakítaná Peter Pevensie-t, ám a szerepet végül William Moseley kapta meg. Eredetileg őt szánták volna az Hannibal ébredése című film főszerepére is, végül Gaspard Ulliel játszotta az ifjú Hannibal Lectert. 
2012–2014 között a Downton Abbey mellékszereplője volt, James Kentet alakította. 2018-tól 2022-ig az Outlander – Az idegen című sorozatban szintén mellékszerepet osztottak rá, a 4-5. évadban Stephen Bonnetként láthatták a nézők.  Epizódszereplő volt a Te című sorozat 4. évadjában, ahol 10 részen át Rhys Montrose-t alakította.

## Filmográfia

### Film
| Év   | Magyar cím                   | Eredeti cím                     | Szerep         | Magyar hang      |
| ---- | ---------------------------- | ------------------------------- | -------------- | ---------------- |
| 2006 | Eragon                       | Eragon                          | Eragon         | Moser Károly     |
| 2011 | Hajszálon az életed          | A Lonely Place to Die           | Ed             |                  |
| 2012 | Love Bite – A szerelem harap | Love Bite                       | Jamie          |                  |
| 2014 |                              | Plastic                         | Sam            |                  |
| 2015 |                              | Howl                            | Joe            |                  |
| 2015 | Visszajátszás                | Remainder                       | Greg           |                  |
| 2016 | Alice Tükörországban         | Alice Through the Looking Glass | James Harcourt | Szatory Dávid    |
| 2017 | Lélegzetvétel                | Breathe                         | Colin Campbell |                  |
| 2018 | A ház, amit Jack épített     | The House That Jack Built       | Ed rendőrtiszt | Varga Gábor      |
| 2018 |                              | Zoo                             | John           |                  |
| 2019 |                              | For Love or Money               | Johnny         |                  |
| 2022 | A jég ellen                  | Against the Ice                 | Bessel         | Janklovics Péter |
| 2024 | Az ír kívánság               | Irish Wish                      | James Thomas   | Hajdu Tibor      |
| 2024 |                              | Midas Man                       | Tex Ellington  |                  |

### Televízió
| Év        | Magyar cím                         | Eredeti cím                         | Szerep                            | Megjegyzések                               |
| --------- | ---------------------------------- | ----------------------------------- | --------------------------------- | ------------------------------------------ |
| 2008      |                                    | Moving Wallpaper                    | Ed Speleers                       | 4 epizód                                   |
| 2008      |                                    | Moving Wallpaper: The Mole          | Ed Speleers                       | 1 epizód                                   |
| 2008      |                                    | Echo Beach                          | Jimmy Penwarden                   | 12 epizód                                  |
| 2009      |                                    | Jirō Shirasu: Man of Honour         | Robin Cecil Byng                  | 1 epizód                                   |
| 2010      | A boszorkányfalu                   | Witchville                          | Jason Grint                       | - tévéfilm - magyar hangja: - Szabó Máté   |
| 2012–2014 | Downton Abbey                      | Downton Abbey                       | James "Jimmy" Kent                | 17 epizód                                  |
| 2015      | Farkasbőrben                       | Wolf Hall                           | Edward Seymour (Somerset hercege) | 4 epizód                                   |
| 2015      | Tommy és Tuppence forró nyomon     | Agatha Christie's Partners in Crime | Carl Denim                        | minisorozat (3 epizód)                     |
| 2016      | Beowulf: Visszatérés Shieldlandsbe | Beowulf: Return to the Shieldlands  | Slean                             | 12 epizód                                  |
| 2018–2020 | Outlander – Az idegen              | Outlander                           | Stephen Bonnet                    | 13 epizód                                  |
| 2023      | Te                                 | You                                 | Rhys Montrose                     | - 10 epizód - magyar hangja: - Porogi Ádám |
| 2023      | Star Trek: Picard                  | Star Trek: Picard                   | Jack Crusher                      | 10 epizód                                  |
| 2024      |                                    | Bring the Drama                     | önmaga                            | 1 epizód                                   |
| 2024      |                                    | The Famous Five                     | Mr. Roland                        | 1 epizód                                   |

## Fordítás
- Ez a szócikk részben vagy egészben  az   Ed Speleers című angol Wikipédia-szócikk ezen változatának fordításán alapul.  Az eredeti cikk szerkesztőit annak laptörténete sorolja fel. Ez a jelzés csupán a megfogalmazás eredetét és a szerzői jogokat jelzi, nem szolgál a cikkben szereplő információk forrásmegjelöléseként.